# Schoenocaulon caricifolium
Schoenocaulon caricifolium là một loài thực vật có hoa trong họ Melanthiaceae. Loài này được (Schltdl.) A.Gray miêu tả khoa học đầu tiên năm 1840.